# Салерно
Сале́рно (італ. Salerno) — муніципалітет і місто в Італії, регіон Кампанія, Салернська провінція. Адміністративний центр провінції. Розташоване на південному заході країни, на березі Салернської затоки Тірренського моря. Колишня столиця Салернського князівства. Головна окраса міста — Салернський собор, що має статус малої базиліки. У середньовіччі прославилося завдяки Салернській медичній школі. Патрон міста — апостол Матвій, зображений на міському гербі. Населення — 135,603 особи (2014).

## Назва
- Салерно (італ. Salerno, /saˈlɛrno/) — сучасна італійська назва.
- Ірнті (лат. Irnthi) — етруська назва.
- Салернум (лат. Salernum) — назва римських часів
- Сал'єрне (італ. Saliërn, /sɑˈljernə/) — назва на місцевому діалекті.

## Географія
Місто розташоване в північно-західній частині долини річки Селі, на початку узбережжя Амальфі. Річка Ірно перетинає центральну частину Салерно.
Клімат середземноморський, з жарким і відносно сухим літом (30 °C у серпні) і дощовою осінню і зимою (8 °C у січні). Зазвичай близько 1000 мм опадів на рік. Сильний вітер, який приходить з гір у бік затоки Салерно, робить місто дуже вітряним (здебільшого в зимовий час). А проте, це дає Салерно перевагу й воно є одним з найсонячніших міст в Італії.

### Сусідні муніципалітети
- Бароніссі
- Кастільйоне-дель-Дженовезі
- Кава-де'-Тіррені
- Джиффоні-Валле-П'яна
- Пеллеццано
- Понтеканьяно-Фаіано
- Сан-Чипріано-Пічентіно
- Сан-Манго-П'ємонте
- В'єтрі-суль-Маре

### Клімат
Найбільші скупчення опадів спричинені Атлантичним циклоном, які часто сприяють утворенню зони низького тиску з мінімальним тиском на Тірренському морі.
Орографія території означає, що місто часто потерпає через вітри. Повітряні потоки з півдня на південний захід стикаються з природним бар'єром гір Латтарі, а потім навпаки, струми з півночі направляються в долину Дельірно, яка діє як воронка. Перше явище породжує вітри певної інтенсивності, особливо в період між літом і восени, другий є загальним явищем у зимовий час.
| SALERNO          | Місяці | Місяці | Місяці | Місяці | Місяці | Місяці | Місяці | Місяці | Місяці | Місяці | Місяці | Місяці | Пора  | Пора  | Пора  | Пора  | Рік    |
| SALERNO          | Січ    | Лют    | Бер    | Кві    | Тра    | Чер    | Лип    | Сер    | Вер    | Жов    | Лис    | Гру    | Зим   | Вес   | Літ   | Осі   | Рік    |
| ---------------- | ------ | ------ | ------ | ------ | ------ | ------ | ------ | ------ | ------ | ------ | ------ | ------ | ----- | ----- | ----- | ----- | ------ |
| Темп. макс. (°C) | 13.6   | 14.4   | 17.3   | 20.4   | 24.6   | 28.7   | 31.6   | 31.7   | 28.5   | 24.1   | 18.8   | 15.3   | 14.4  | 20.8  | 30.7  | 23.8  | 22.4   |
| Темп. мін. (°C)  | 7.3    | 7.6    | 9.2    | 12.0   | 15.3   | 18.9   | 21.1   | 21.2   | 19.0   | 15.9   | 11.7   | 9.3    | 8.1   | 12.2  | 20.4  | 15.5  | 14     |
| Опади (мм)       | 151.5  | 112.3  | 91.1   | 80.7   | 51.9   | 38.2   | 28.6   | 34.8   | 84.3   | 127.2  | 151.9  | 155.0  | 418.8 | 223.7 | 101.6 | 363.4 | 1107.5 |

## Історія
Салерно відоме завдяки навчальному закладу Школа в Салерно. У 16 столітті, за часів правління сімейства Санверіно, члени якого належали до найбільших феодалів у Південній Італії, місто стало великим центром науки, культури та мистецтва. Родина Санверіно найняла декілька з найбільших інтелектуалів того часу.
Пізніше, в 1694 році, у місті сталося декілька катастрофічних землетрусів, а потім настав період іспанського правління, який тривав до 18-го століття. Після цього Салерно стало частиною Партенопійської Республіки.
У новітній історії міста присутній король Італії, який переїхав з Риму в 1943 році після того, як Італія уклала мир із союзниками в Другій світовій війні. Короткий час місто було «столицею» Італії.
Нині Салерно є важливим культурним центром у Кампанії та Італії загалом, його відрізняє довга й багата історія. Місто має багату і різноманітну культуру і розділено на три різні області: середньовічний сектор, сплановану в 19 столітті область, і більш густонаселені післявоєнні області з багатоквартирними будинками.

## Населення
У 2007 році в Салерно налічувалося 140 580 мешканців, з яких 46,7% становили чоловіки та 53,3%  — жінки. Частка неповнолітніх (діти у віці 18 років і молодше) склала 19,61% населення порівняно з 21,86% пенсіонерів. Середній вік жителів Салерно становить 42 роки. У період між 2002 і 2007 роками населення Салерно зросло на 2,02%, а в Італії загалом  — на 3,85%.
У 2006 році 98,05% населення були італійцями. Найбільші групи іммігрантів приїхали з інших європейських країн (зокрема, з України та Польщі) — 1,20%. Також є невелика кількість вихідців з Північної Африки, азійці та мігранти з Північної і Південної Америки. Населення переважно римо-католики.
Населення за роками:

Станом на 1 січня 2023 року в муніципалітеті офіційно проживав 5101 іноземець з 109 країн, серед них 894 громадяни країн Євросоюзу та 1239 громадян України.
9 жовтня 2016 року історичний Храм Святого Апостола Андрія передано для служіння і потреб українській громаді приходу УГКЦ.

## Уродженці
- Нікола Аббаньяно (1901—1990) — італійський філософ-екзистенціаліст.
- Джузеппа Барбапіккола (1702—1740) — італійська натурфілософиня, поетеса та перекладачка.
- Джузеппе Гальдеризі (* 1963) — відомий у минулому італійський футболіст, нападник, згодом — футбольний тренер.
- Массімо Філарді (* 1966) — італійський футболіст, захисник, згодом — футбольний тренер.
- Андреа Фортунато (1971—1995) — італійський футболіст, захисник.
- Йоле Ф'єрро (1926—1988) — італійська акторка.

## Галерея

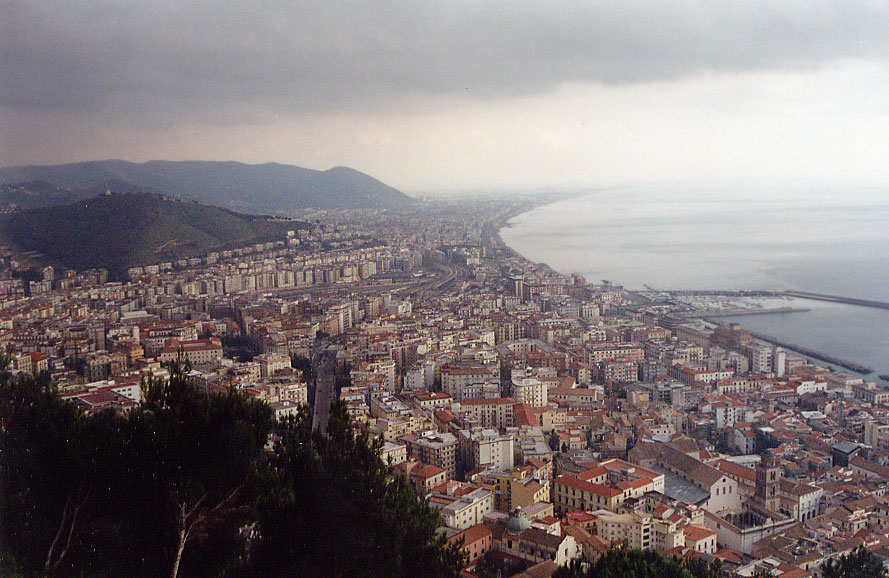
Salerno vista dal colle Bonadies
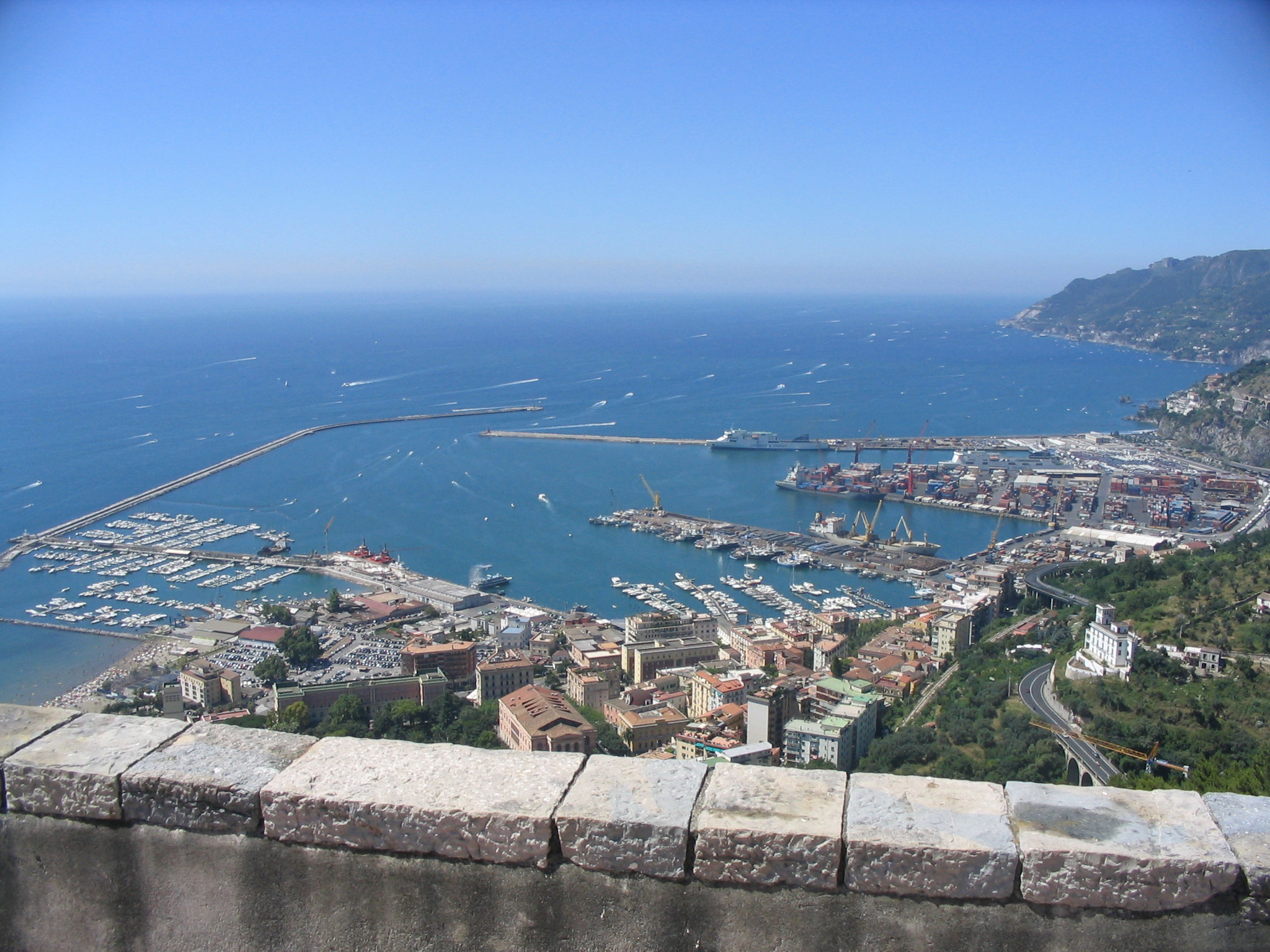
Il porto di Salerno visto dal castello
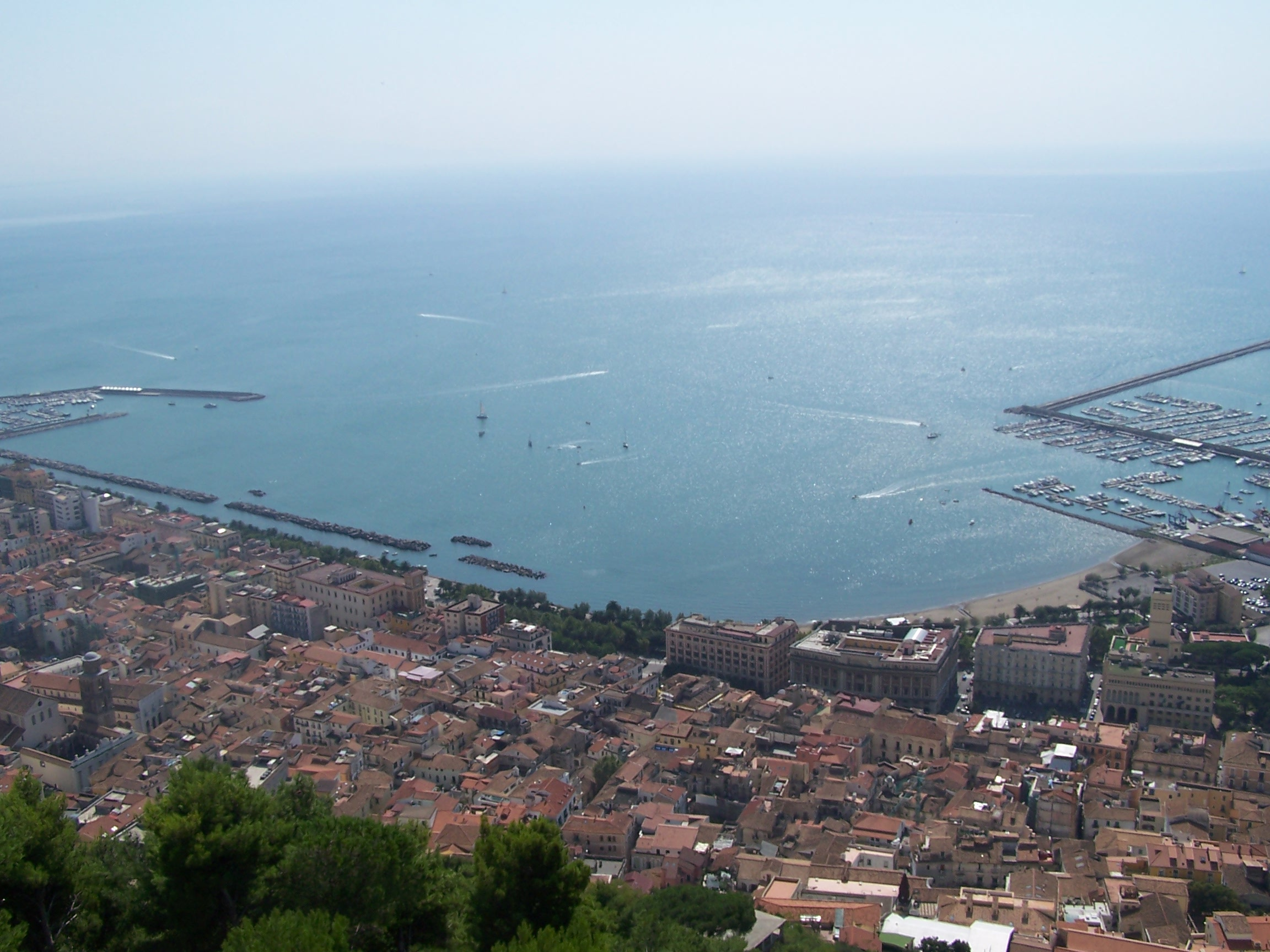
Panorama sul centro storico dal castello di Arechi
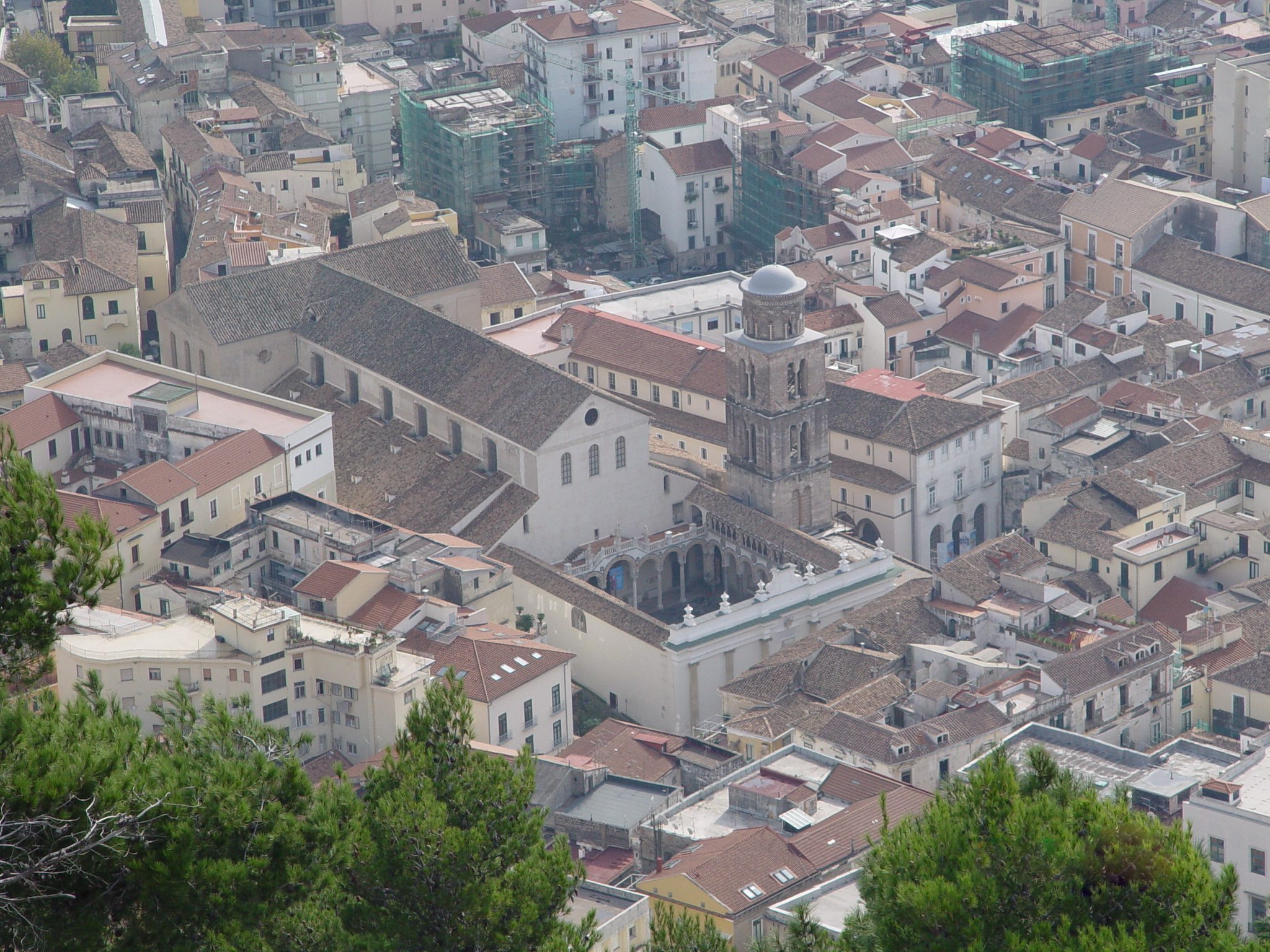
Duomo di Salerno e centro storico
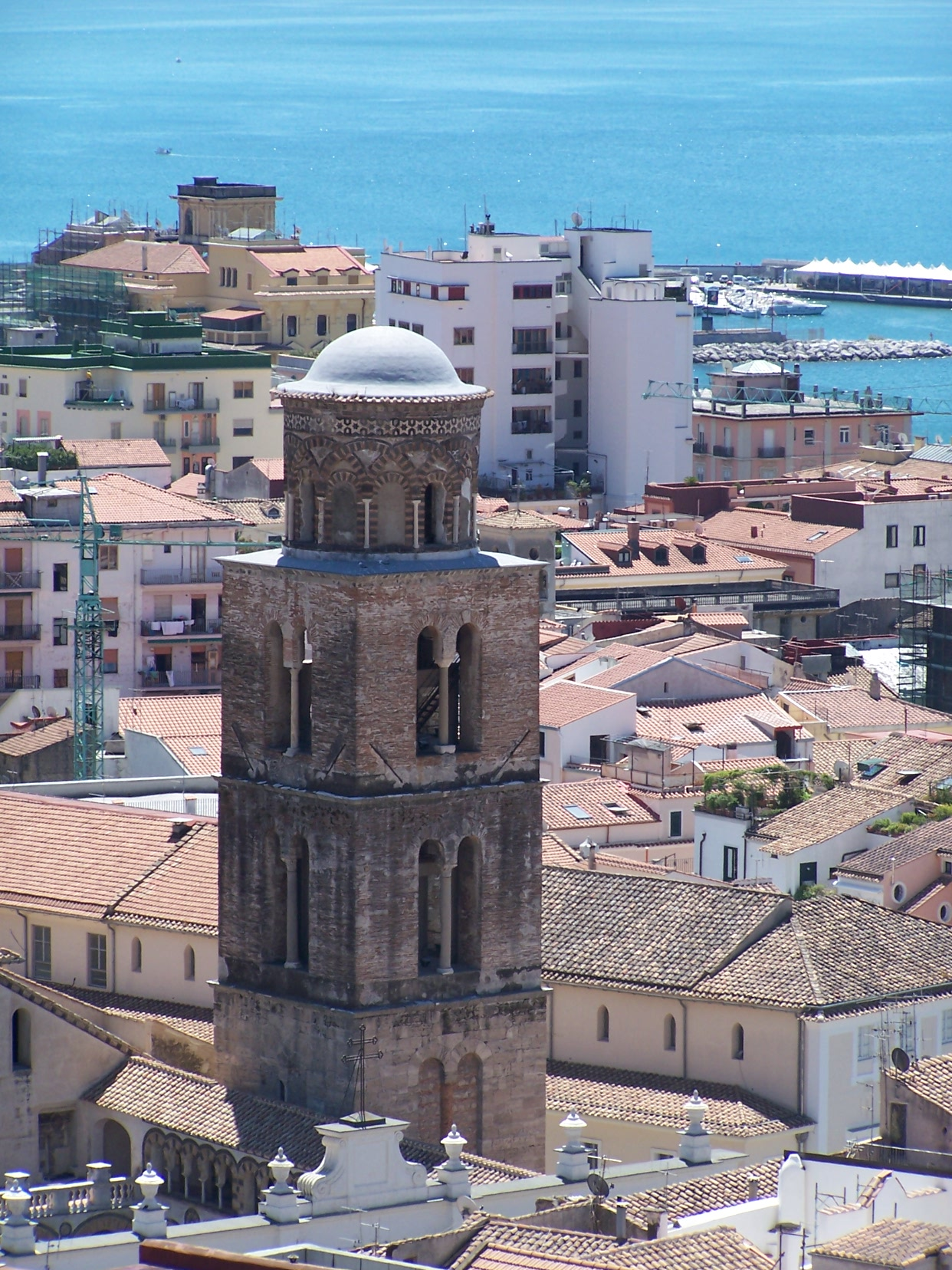
Campanile del Duomo di Salerno (San Matteo)
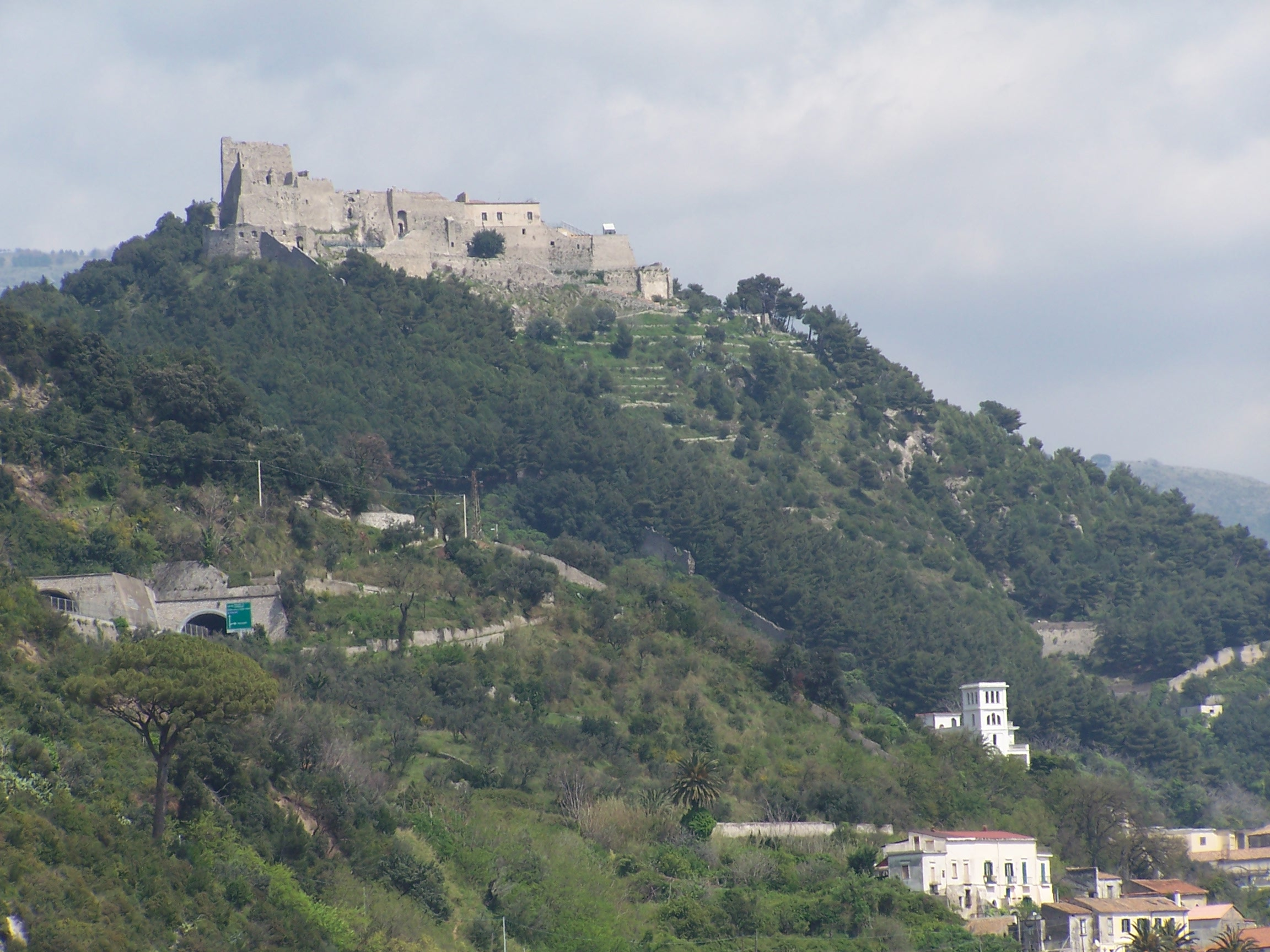
Il Castello di Arechi
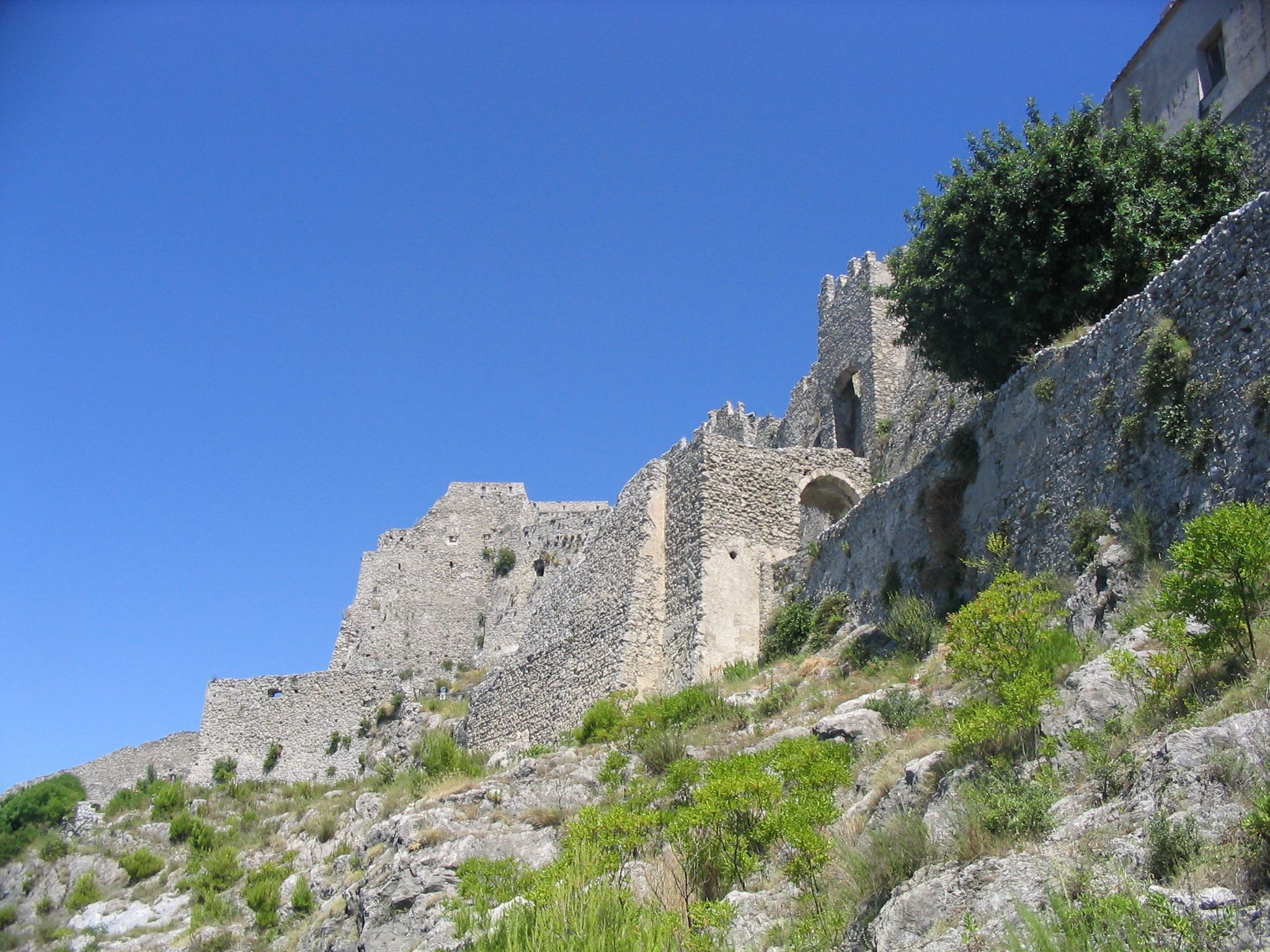
La rocca del castello di Arechi
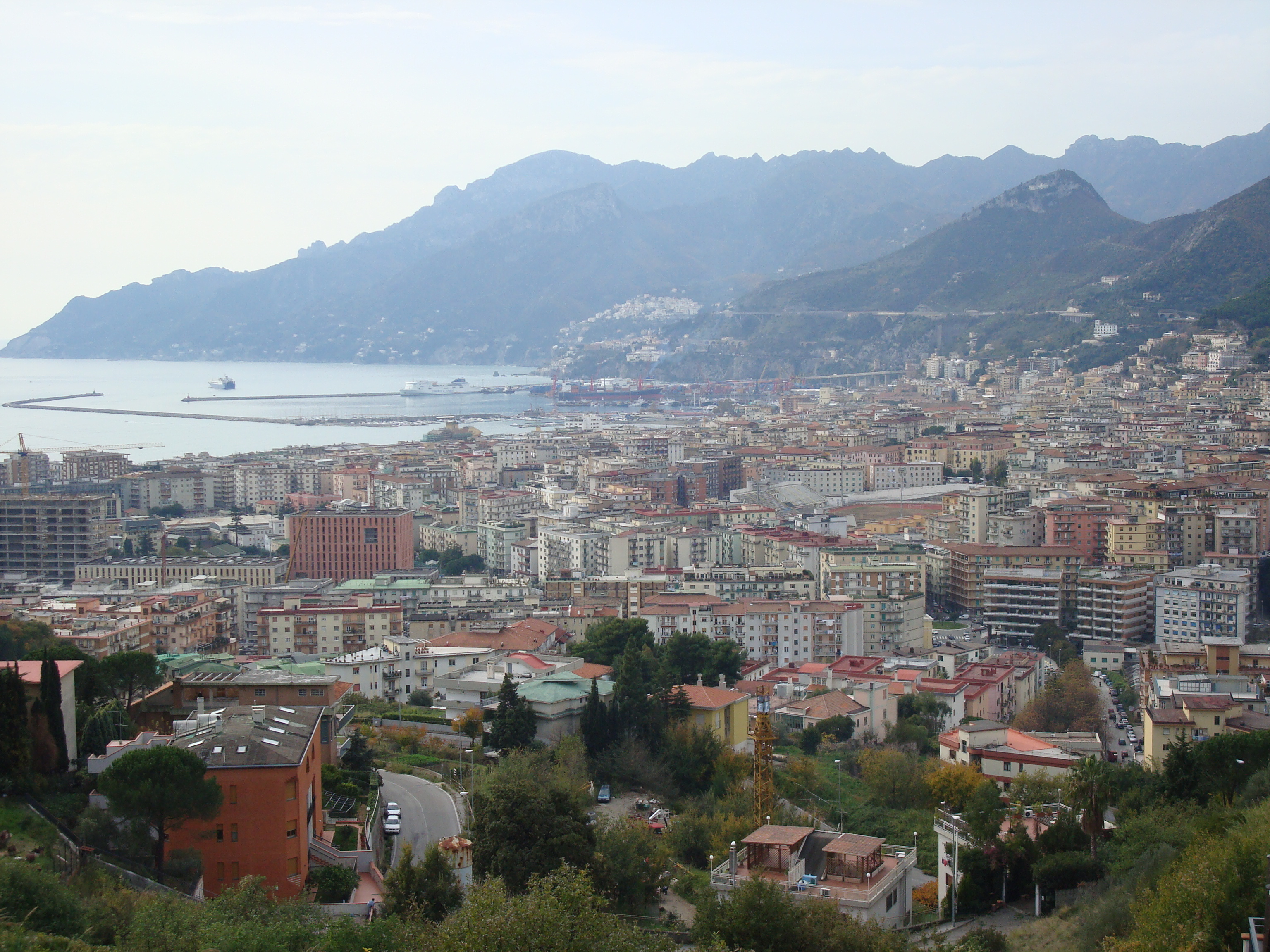
Salerno ovest da Via Panoramica
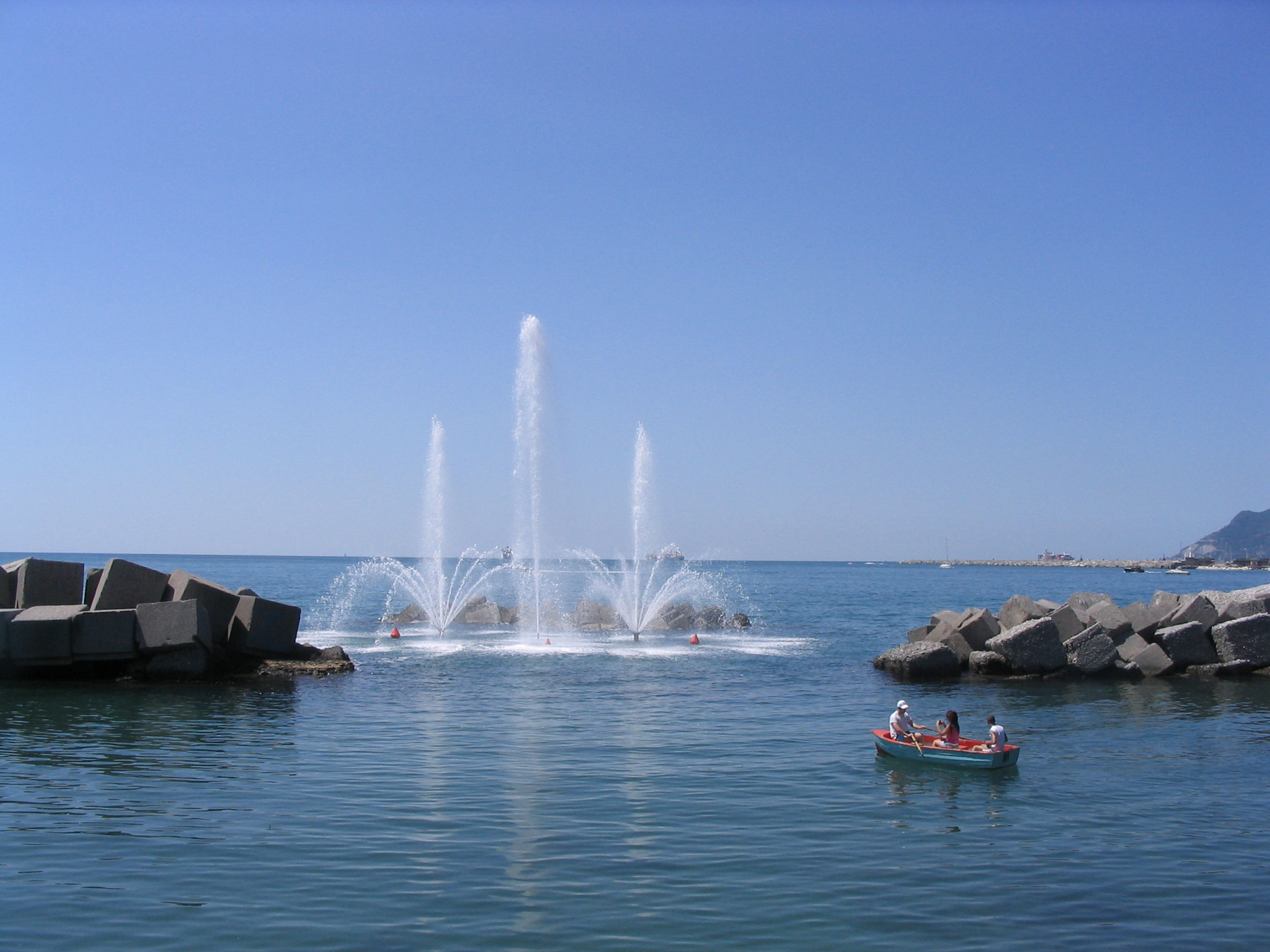
Fontane a mare sul lungomare
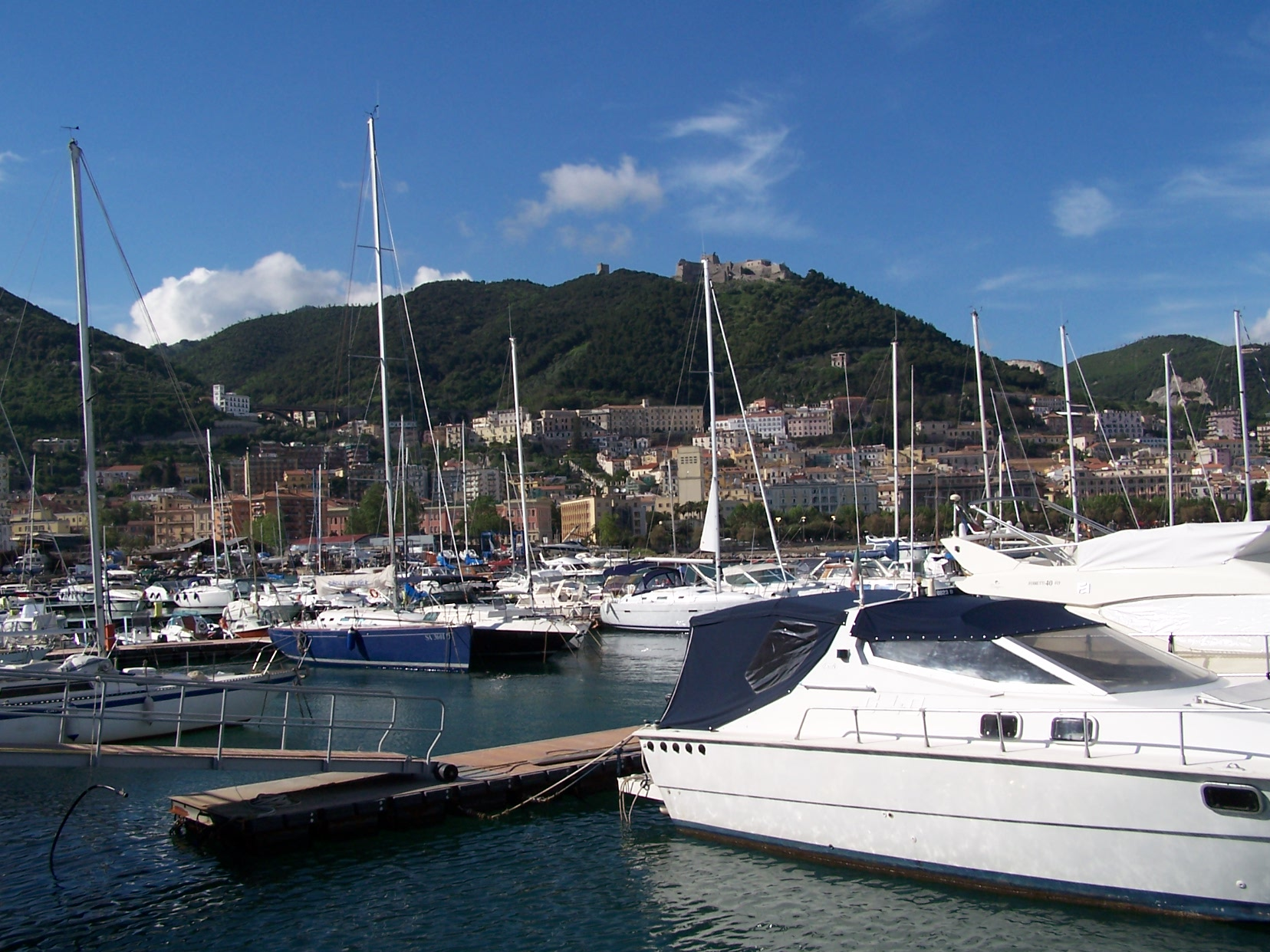
Porticciolo di s.Teresa, sullo sfondo il Castello di Arechi
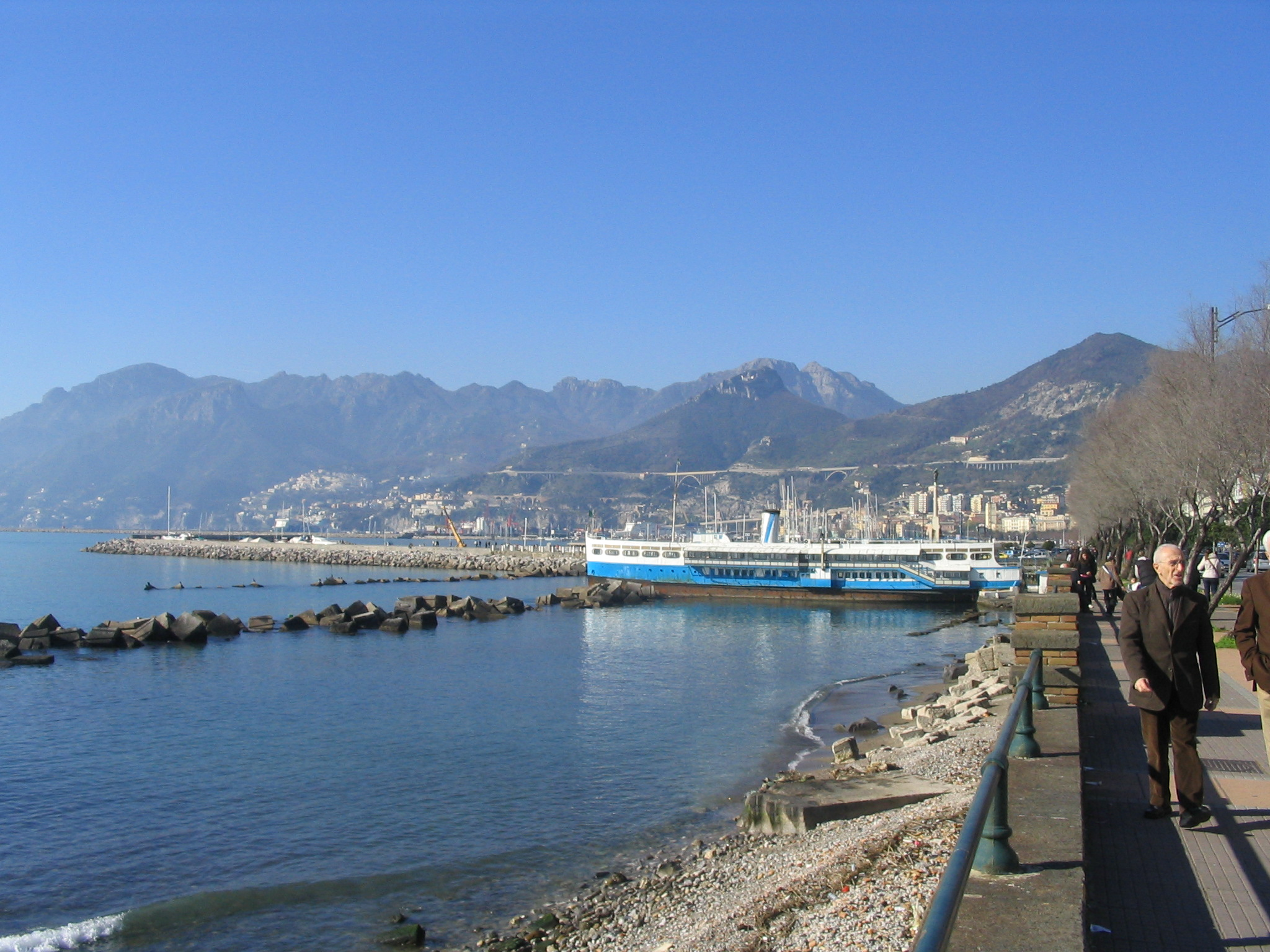
Lungomare e nave ristorante
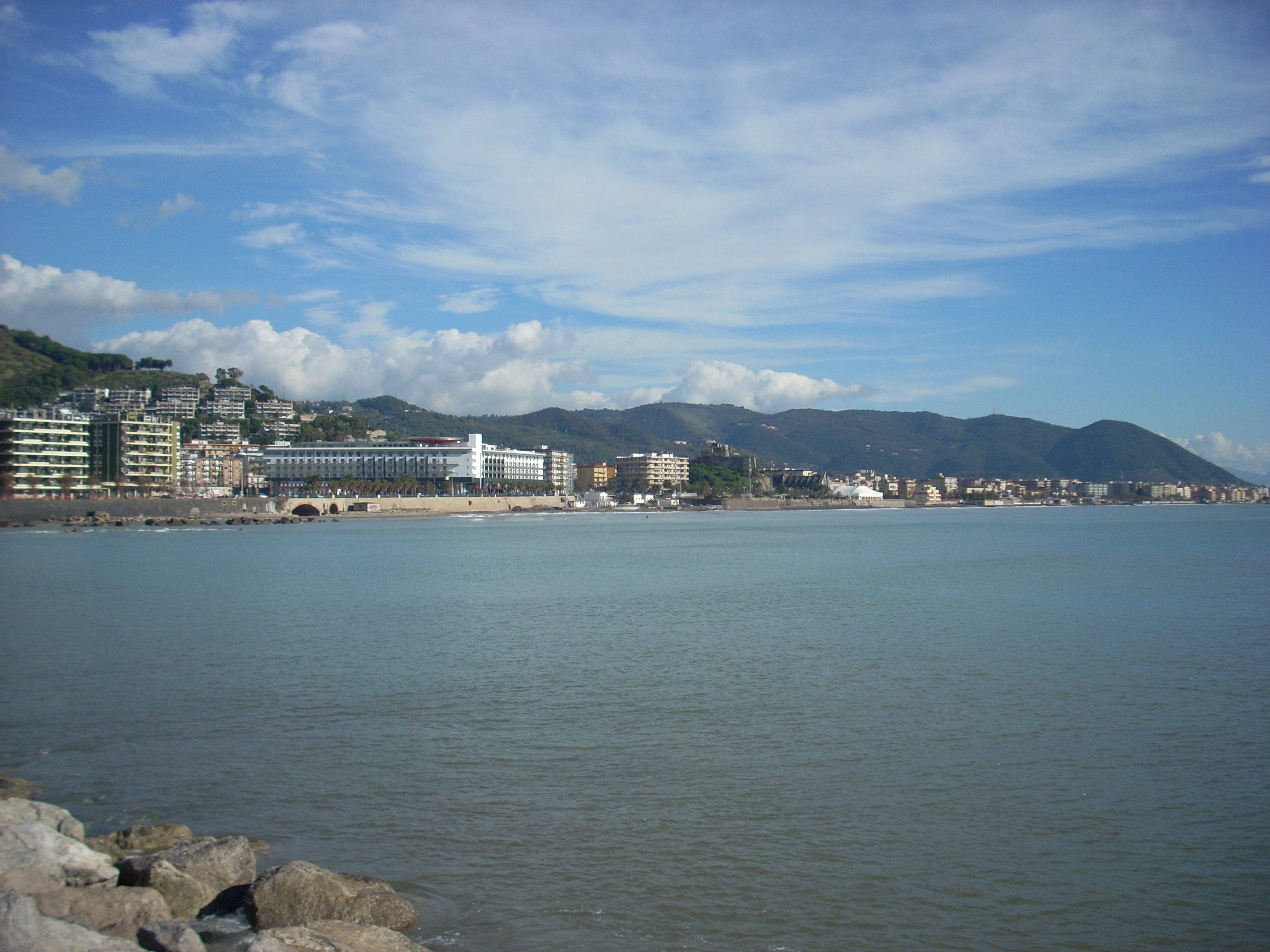
Salerno Est dal Molo Masuccio

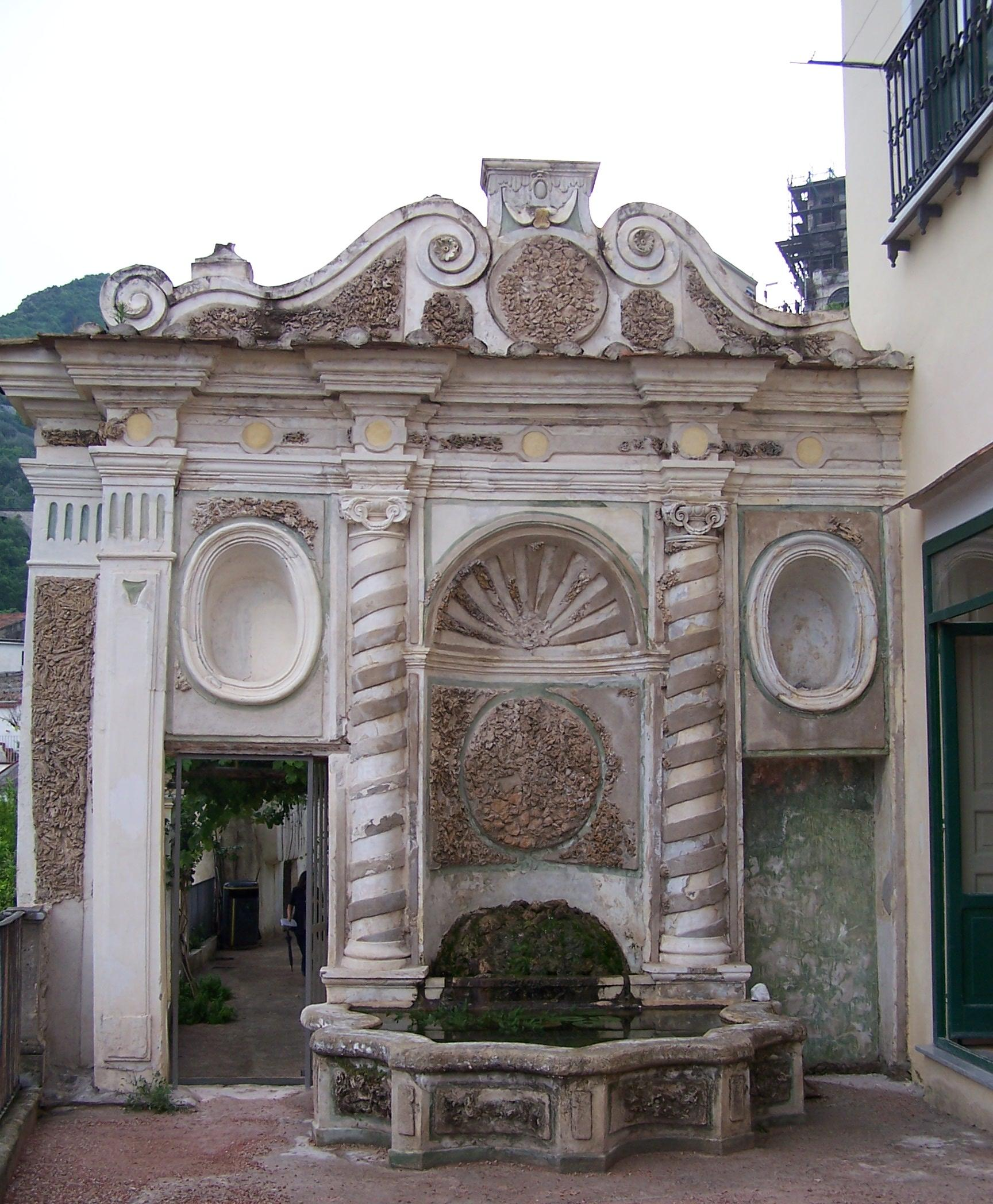
Fontana nei giardini della Minerva
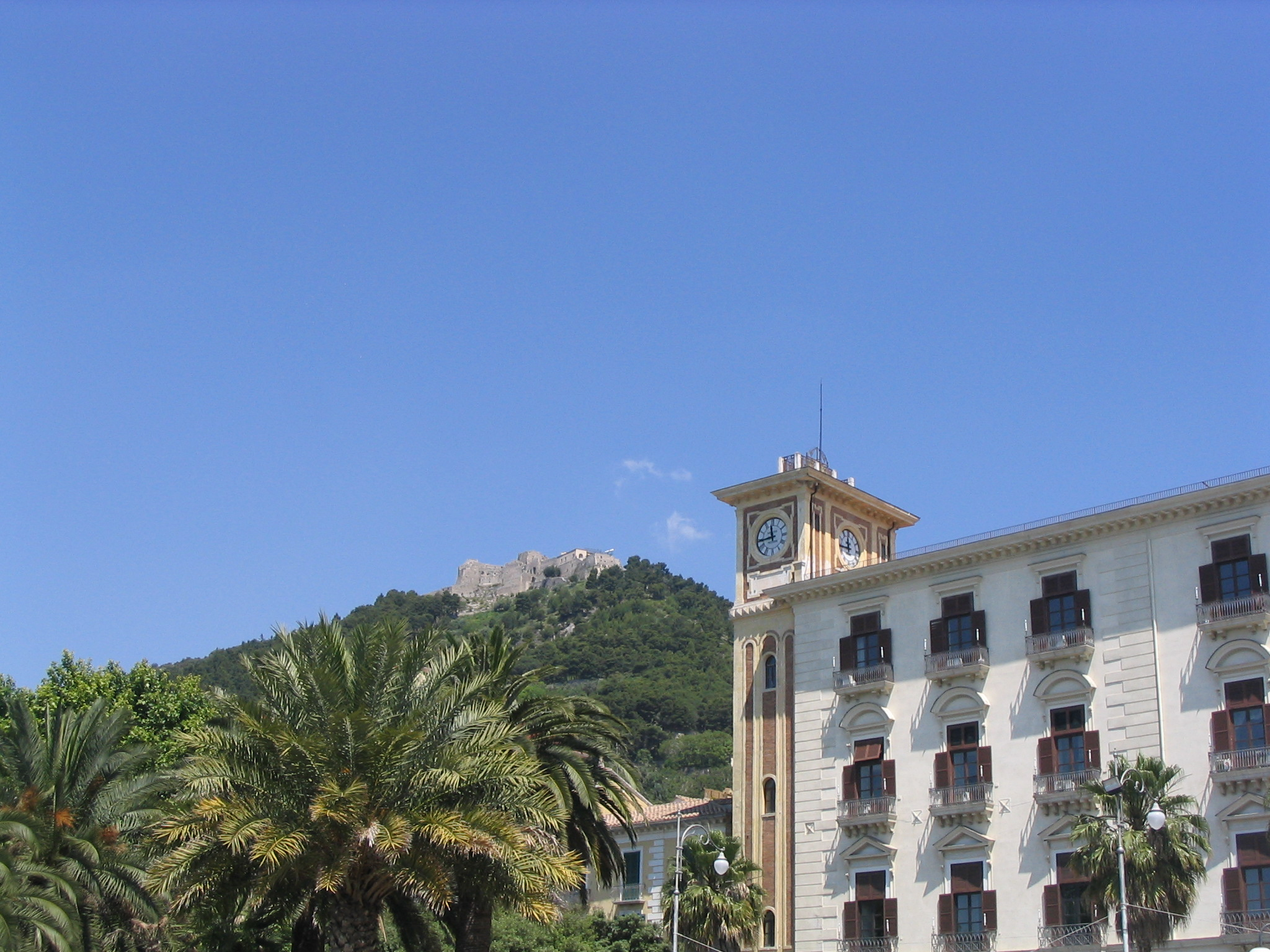
Castello di Arechi e palazzo della provincia
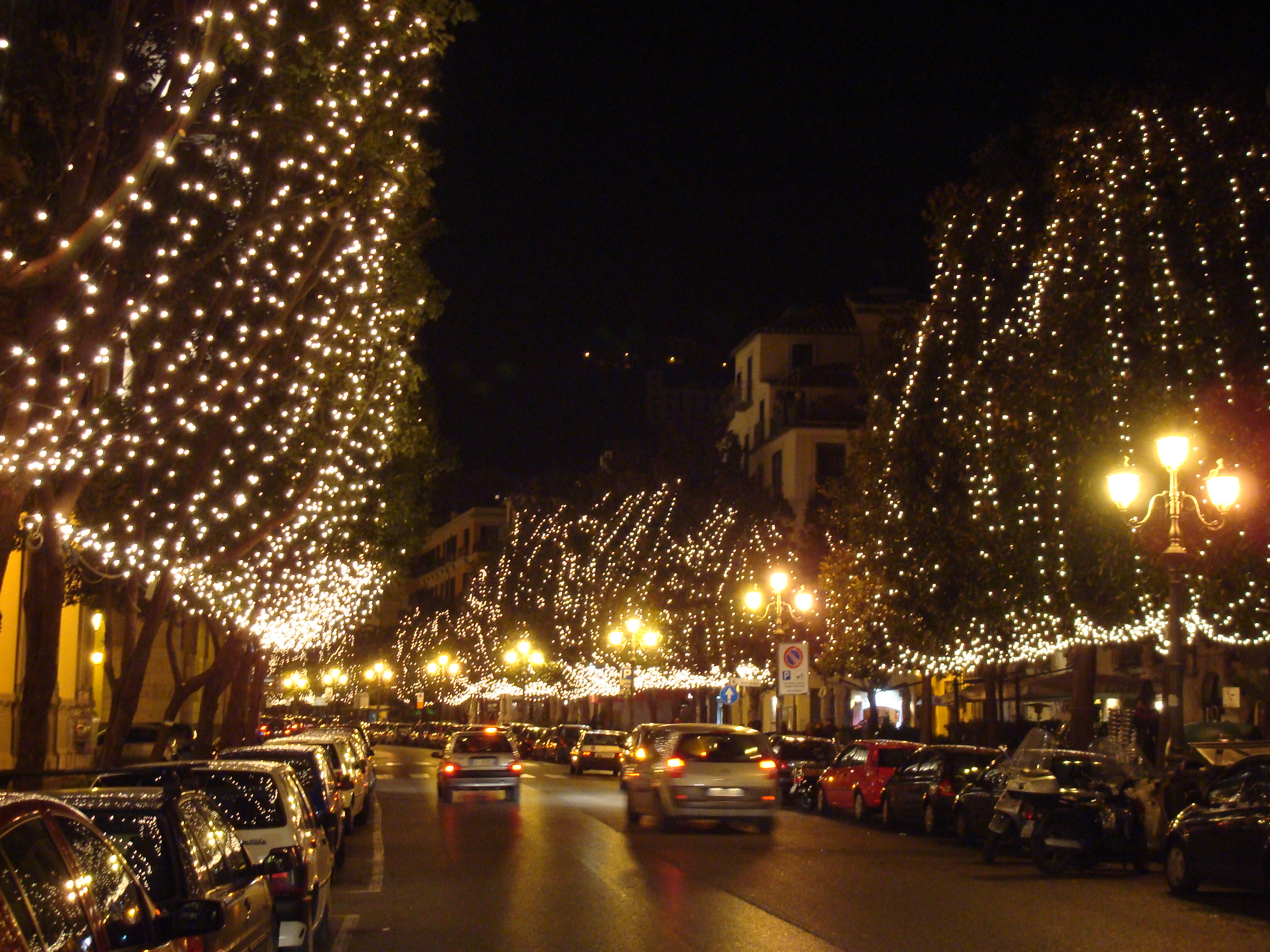
"Notti di Luce" a Via Roma
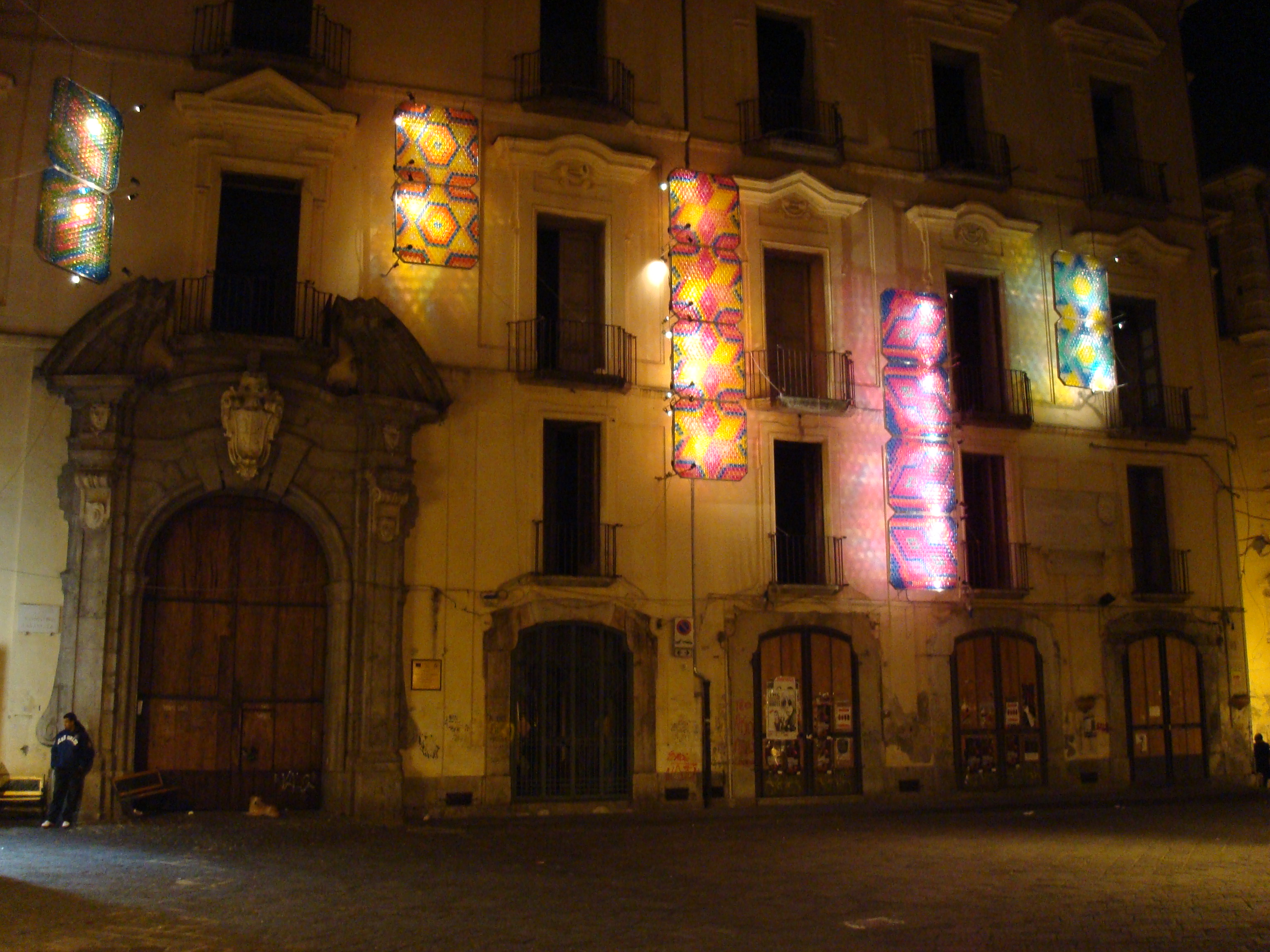
Palazzo Genovesi
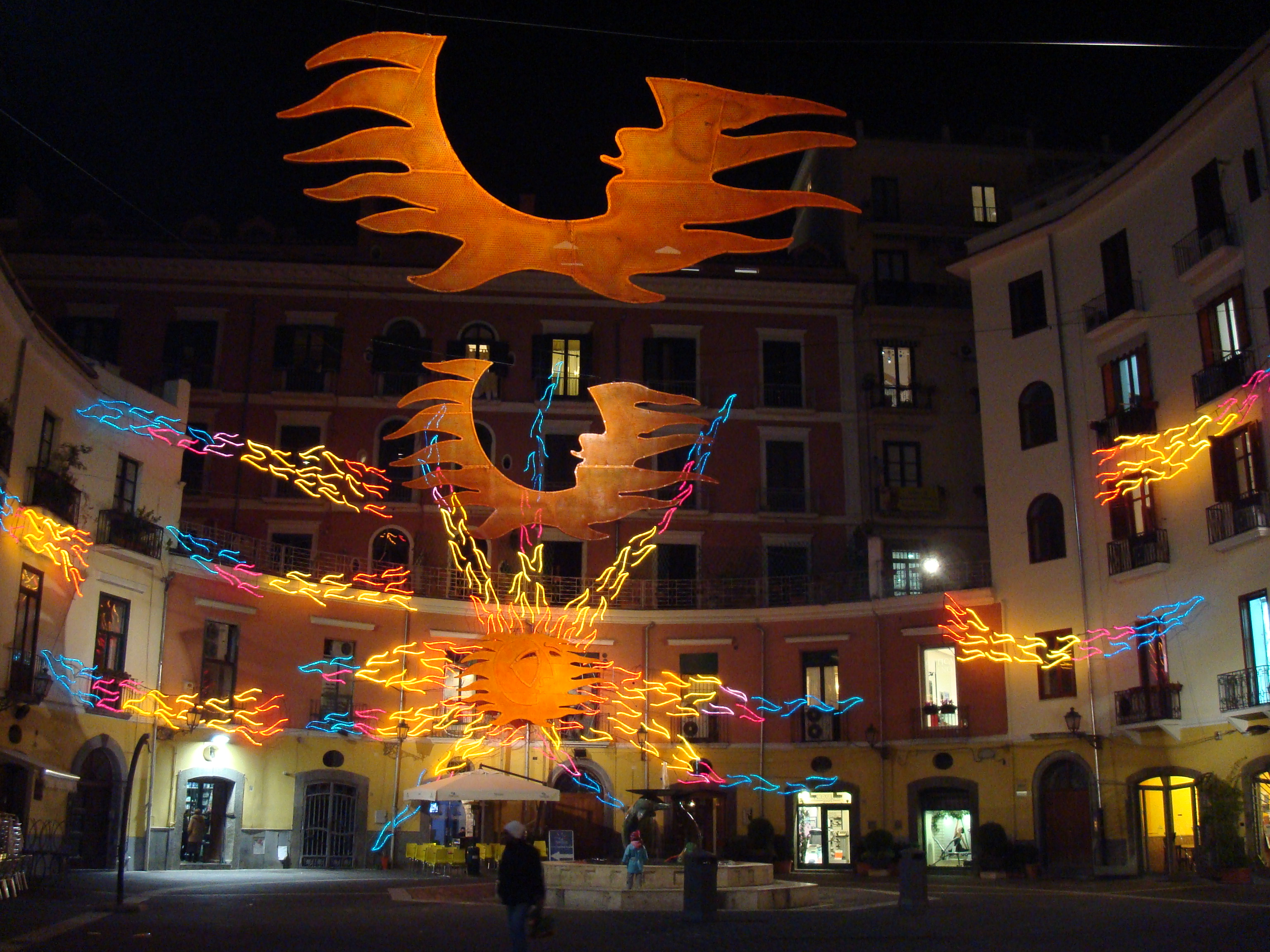
"Notti di Luce" a Piazza Flavio Gioia
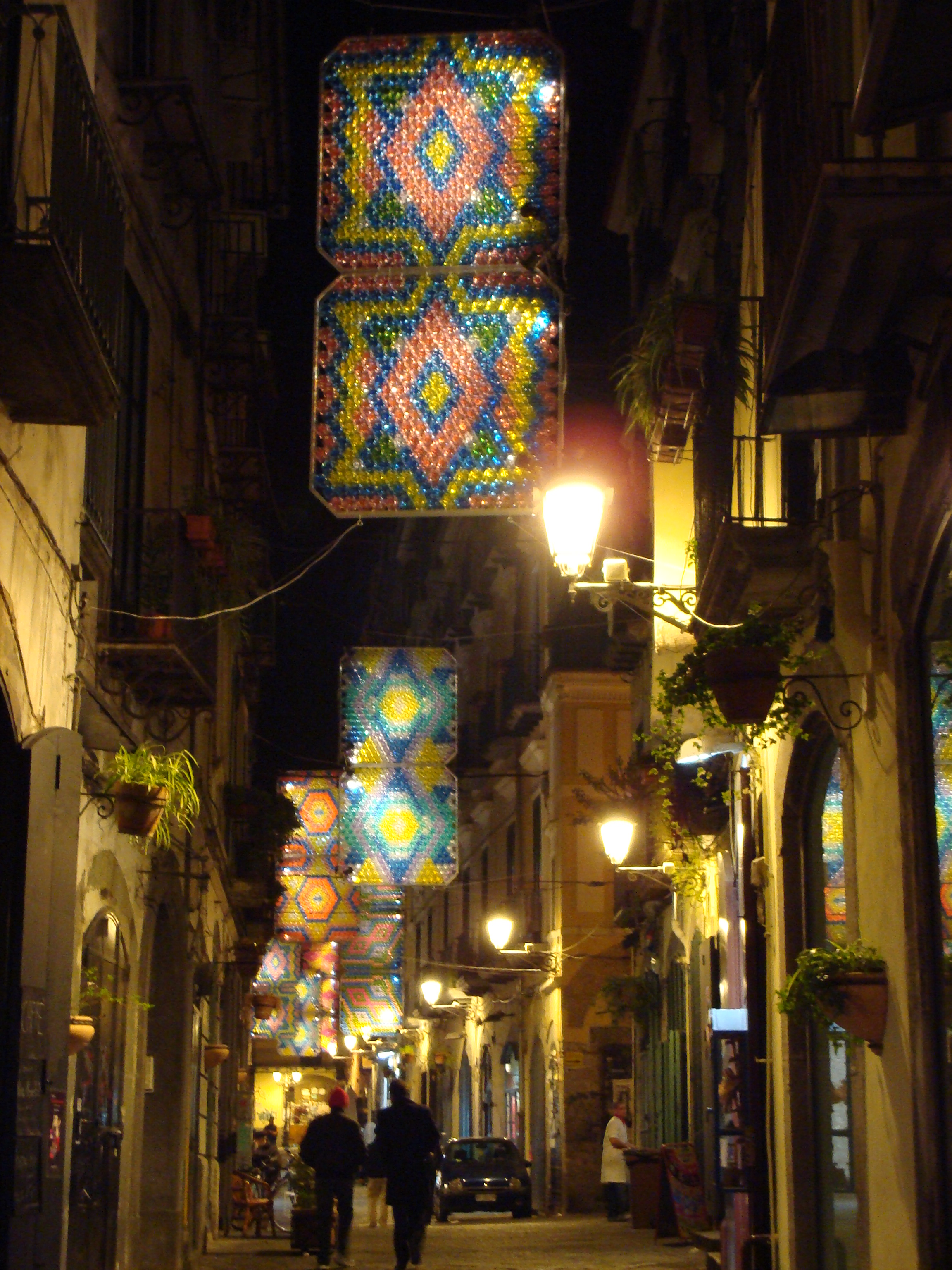
"Notti di Luce" a Via Da Procida
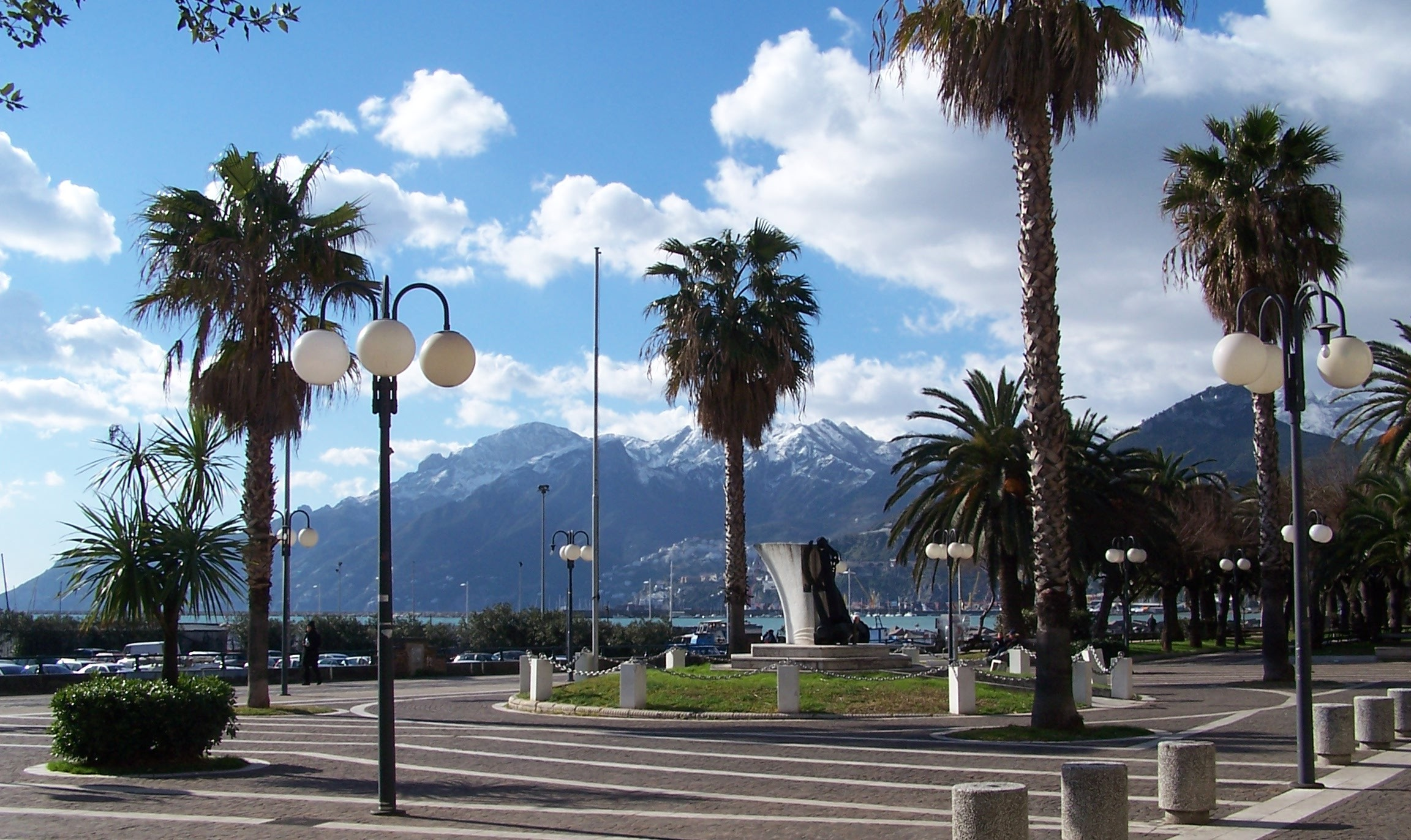
Lungomare Trieste e Monti Lattari
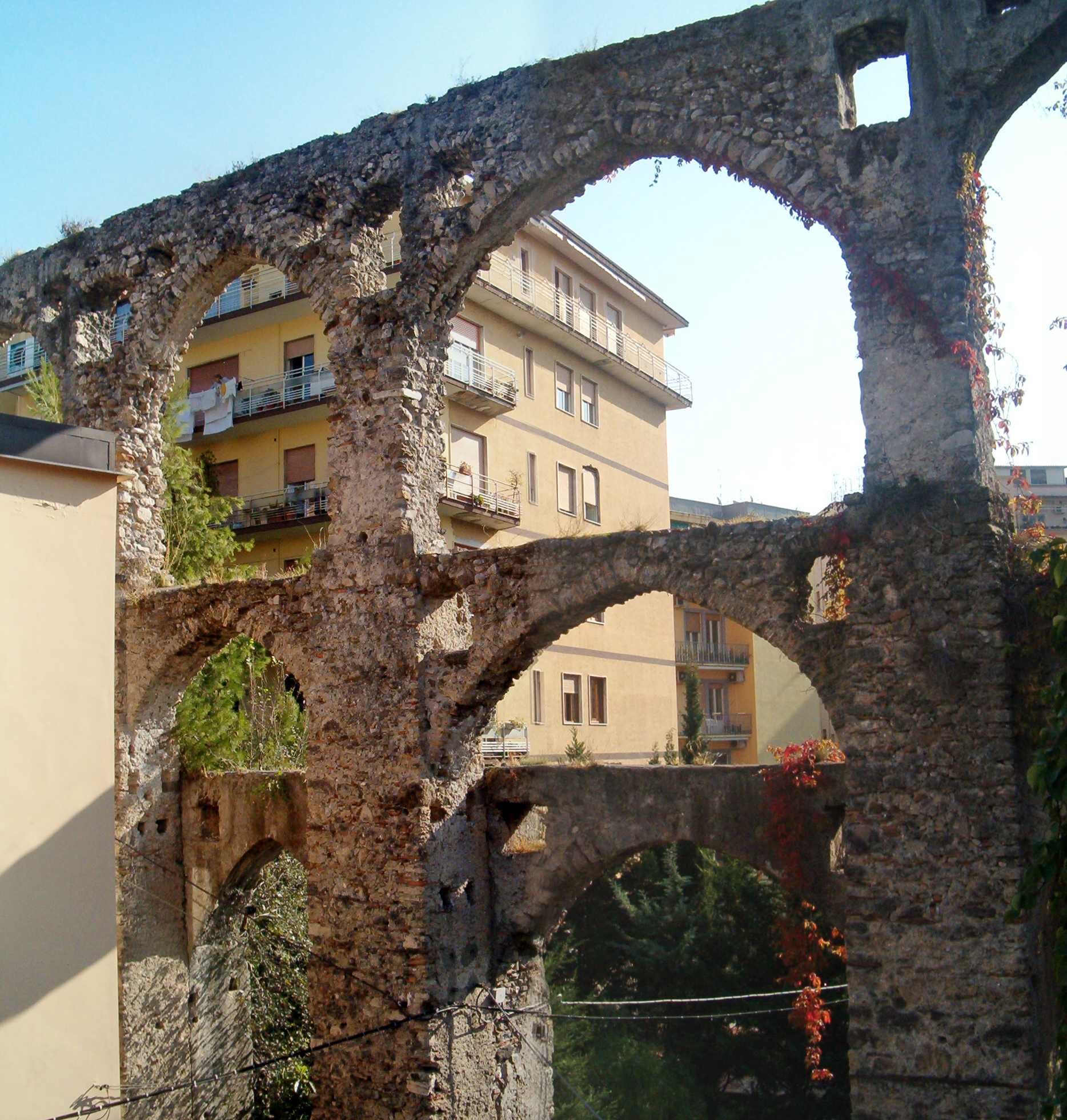
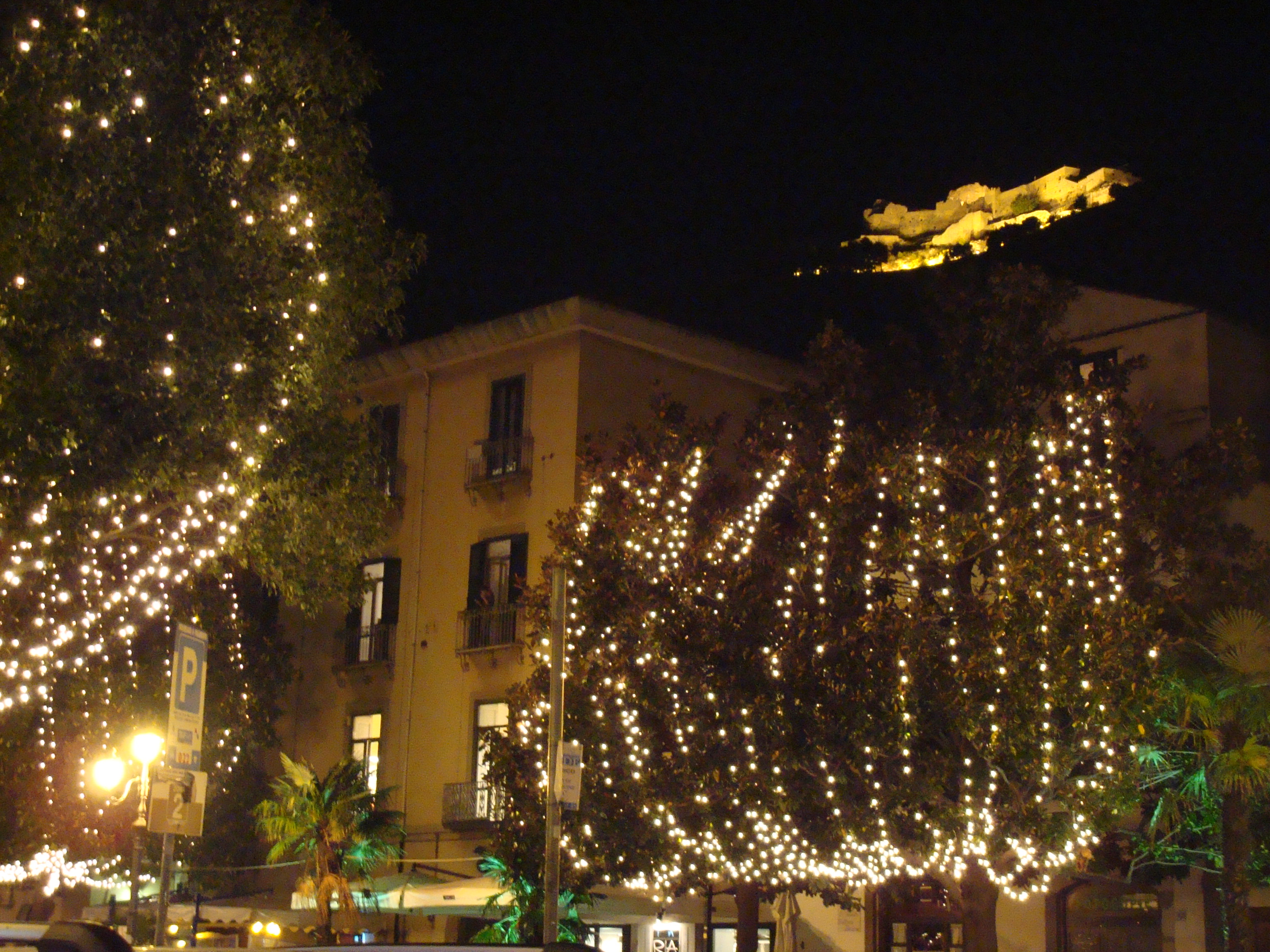
Castello di Arechi da Via Roma
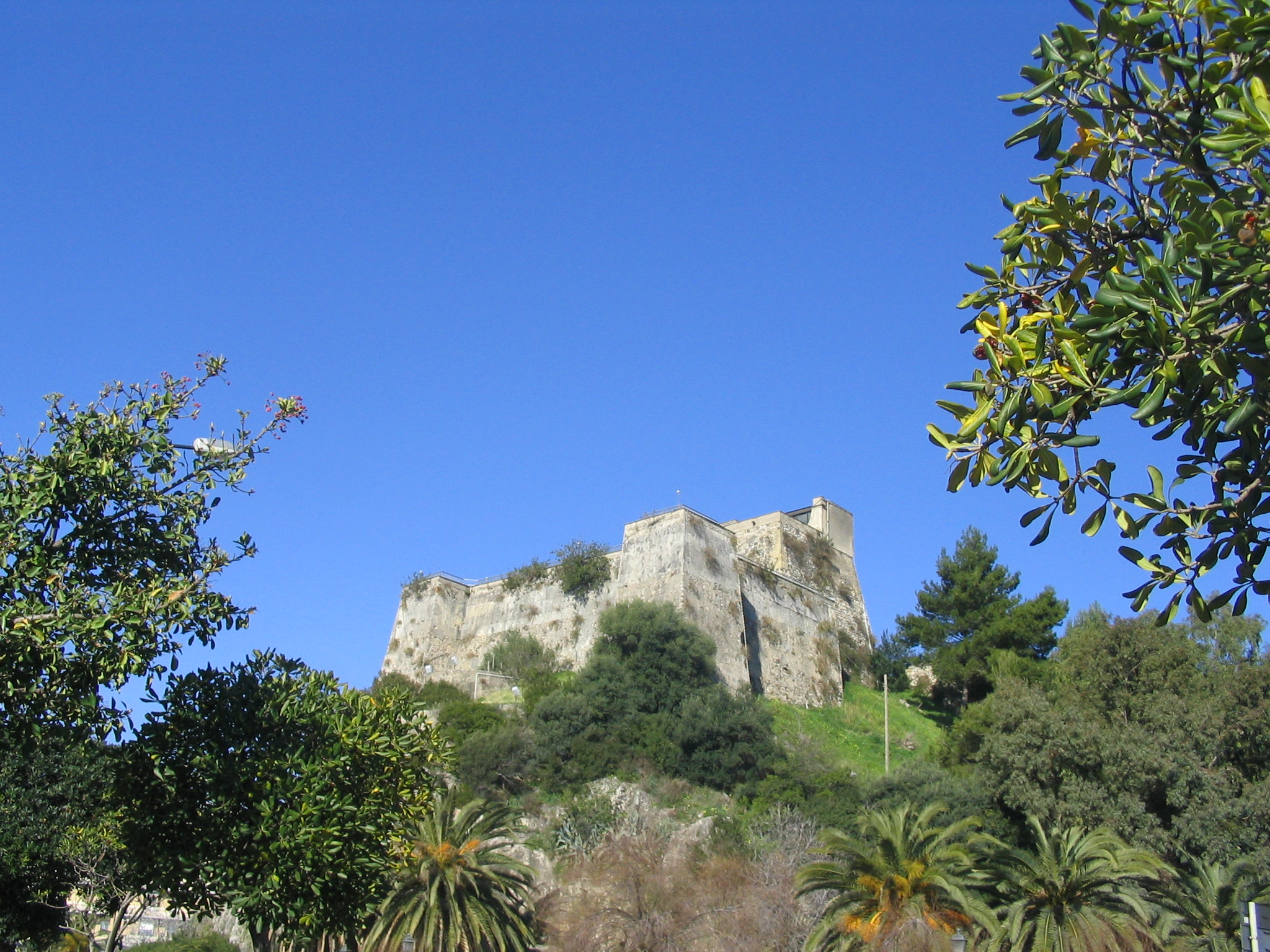
Il Forte La Carnale
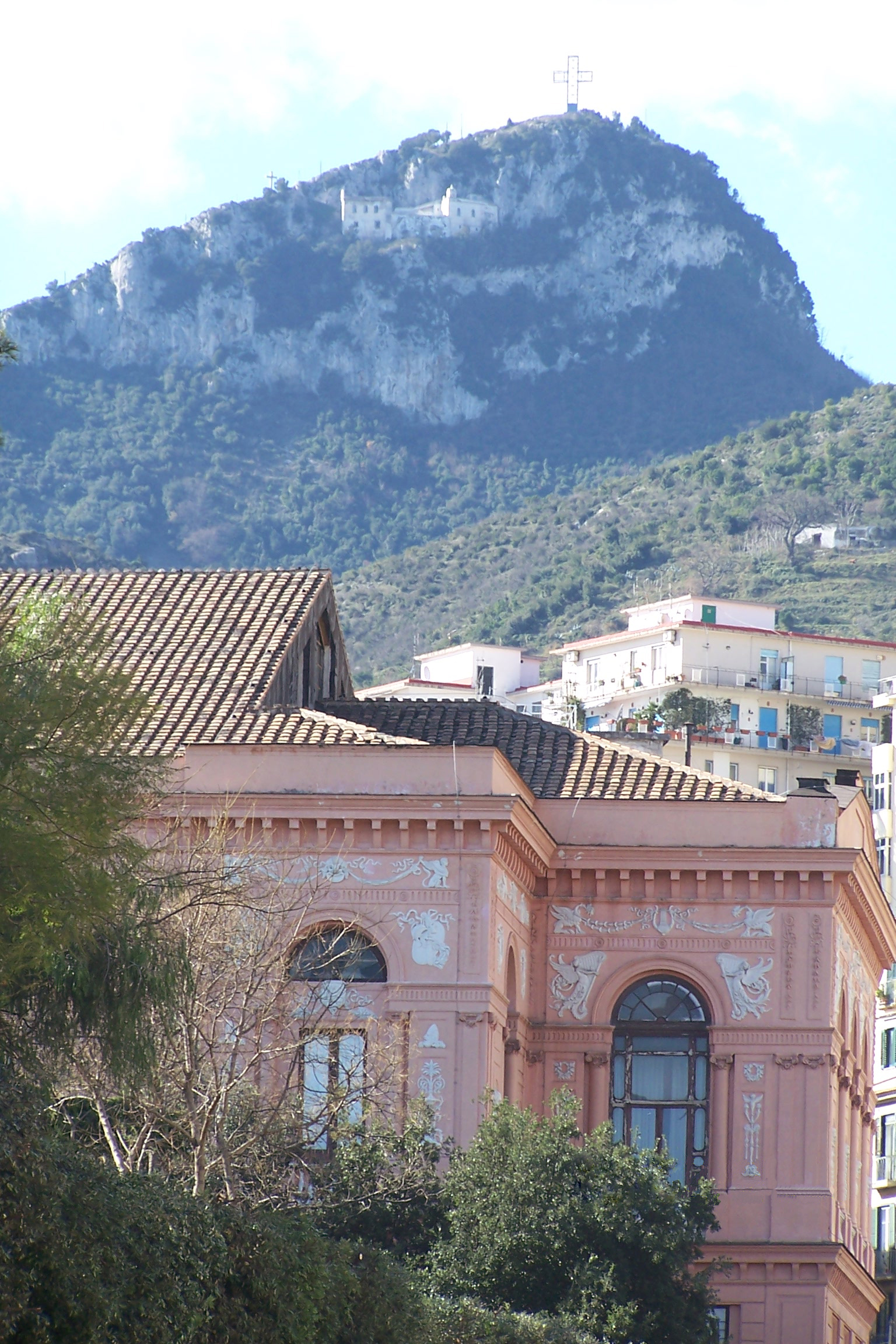
Teatro Verdi
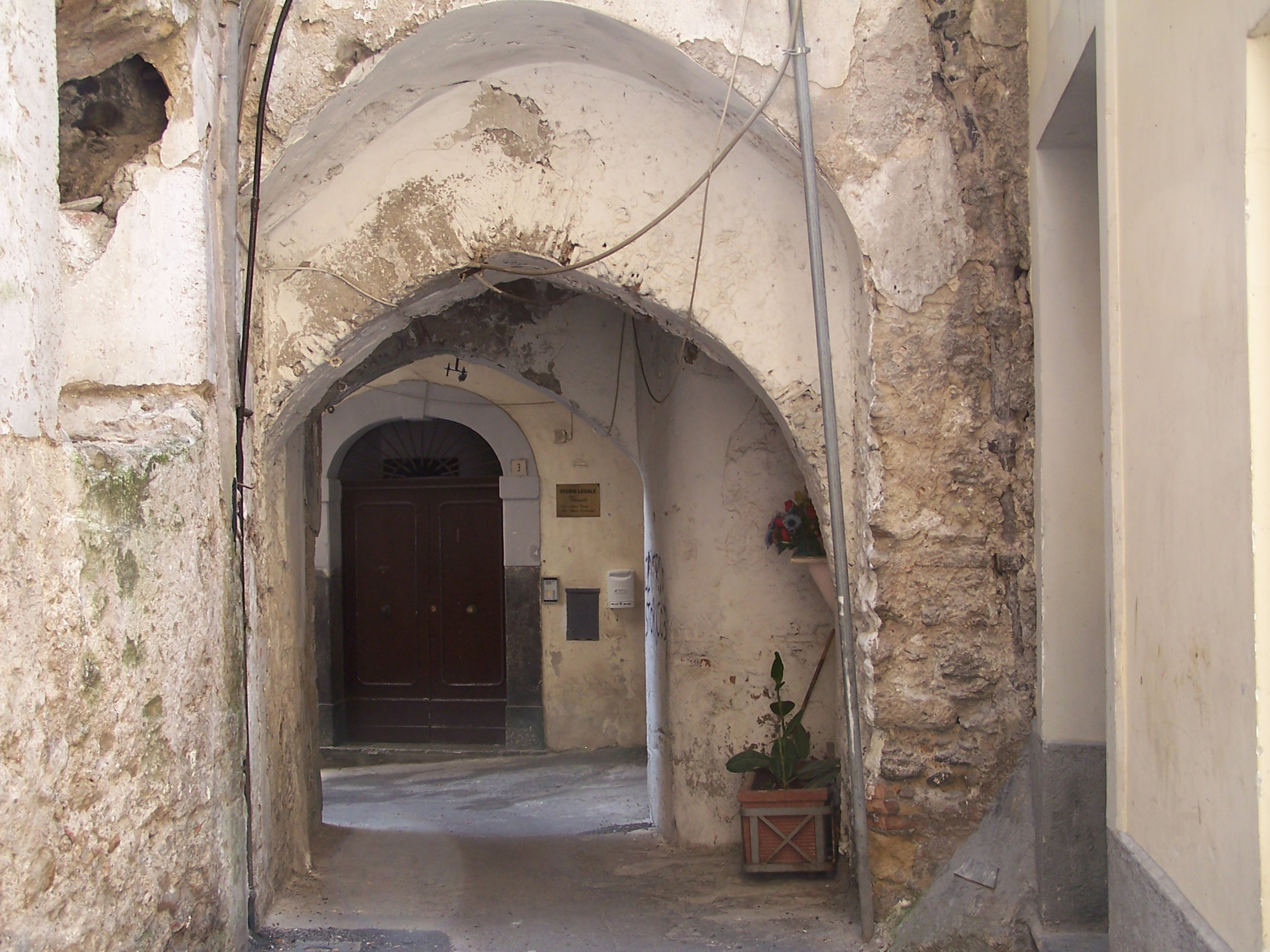
Archi nel centro storico
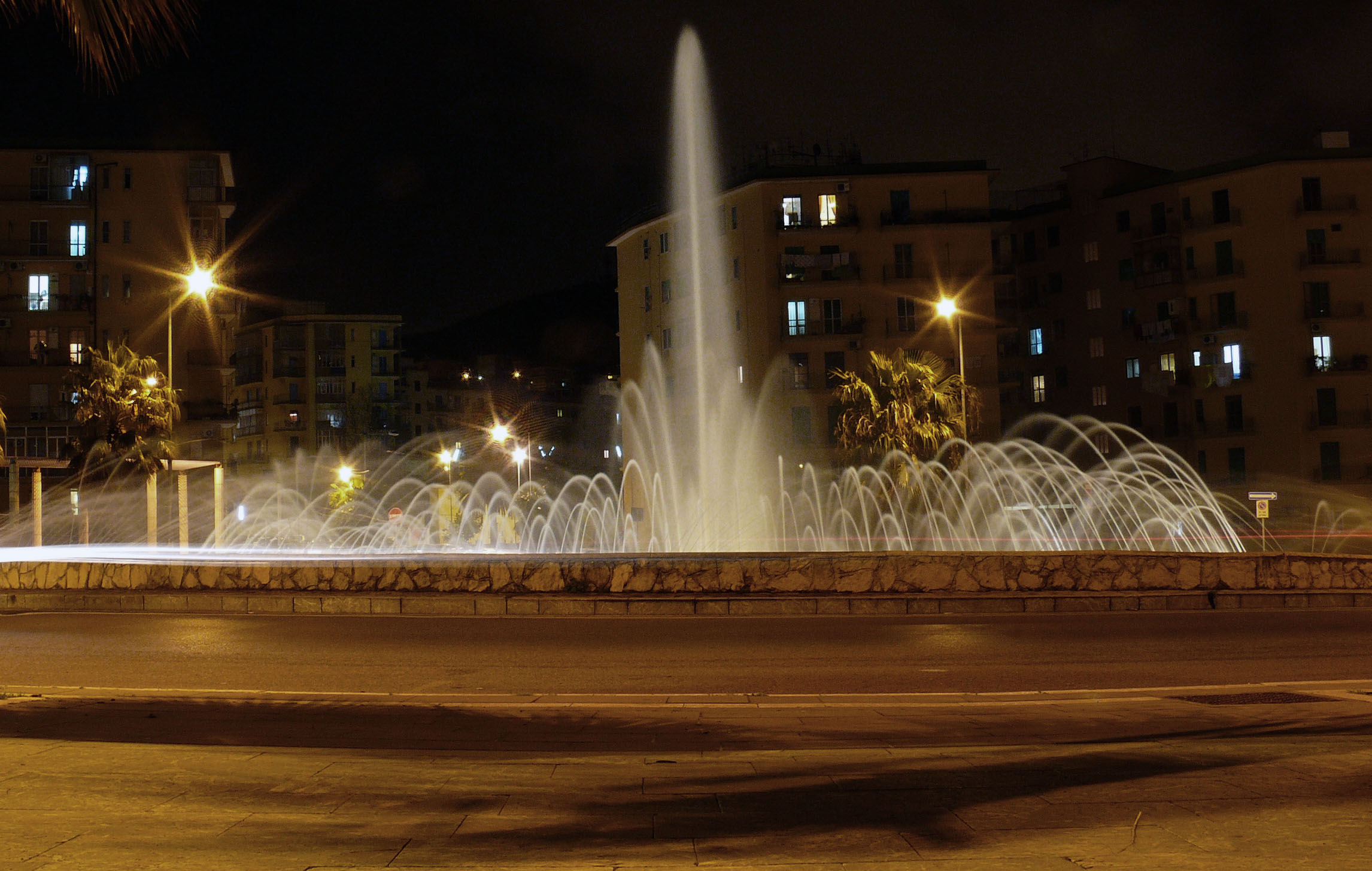
Piazza Montpellier
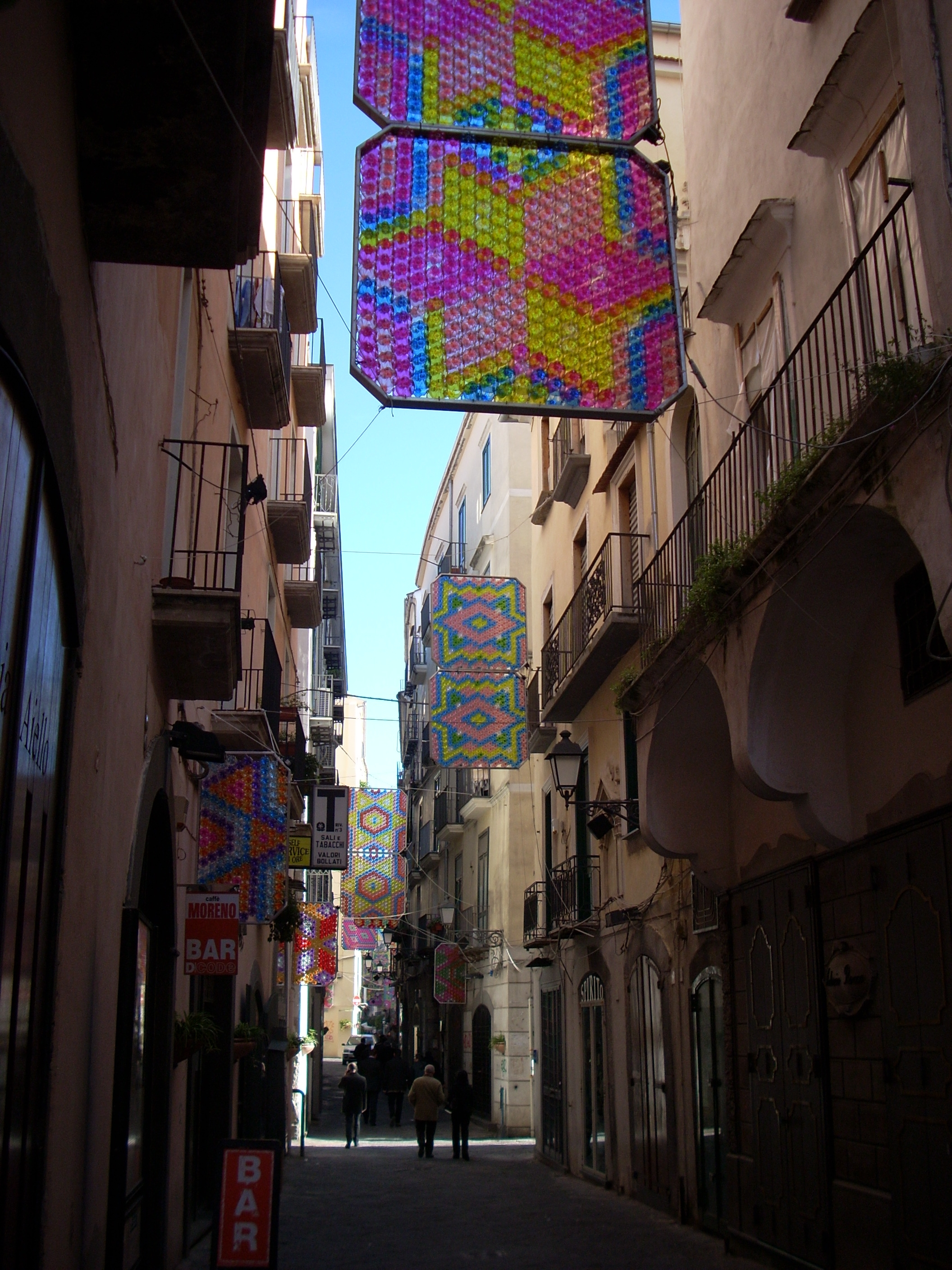
Via Mercanti